# Cândido Mota (locutor)
Cândido Soares Pinto da Mota (Espinho, 28 de Setembro de 1943), é um locutor de rádio, apresentador de televisão e actor português, caracterizado por ter uma voz grave e encorpada. Tornou-se conhecido por apresentar o programa Em Órbita, e popular com o programa radiofónico O Passageiro da Noite e as suas posteriores colaborações com Herman José.

## Biografia
Filho da fadista Maria Albertina. O pai morreu-lhe quando Mota contava 14 anos. Começou a trabalhar na rádio aos 17 anos, no Rádio Clube Português. Foi na RDP - Rádio Comercial que alcançou mais sucesso, com programas como Em Órbita, O Passageiro da Noite, Fonografias e Dançatlântico. O Passageiro da Noite foi uma das primeiras emissões interactivas da rádio portuguesa. Era emitido a partir da meia-noite, com a duração de uma hora, e qualquer pessoa podia telefonar para o estúdio e falar sobre o tema que lhe aprouvesse, em directo. Cândido Mota pouco intervinha e preferia dar a voz aos interlocutores. O programa marcou a história da rádio em Portugal, e o formato veio a ser imitado por diversas vezes.
Cândido Mota, mais tarde, veio a colaborar com Herman José. Participou como voz-off, dialogando com o humorista durante a apresentação dos concursos televisivos A Roda da Sorte e Com a Verdade M'Enganas, ambos emitidos pela RTP durante a década de 1990.
A partir de então, Cândido Mota acompanhou frequentemente Herman José nos seus programas televisivos, na RTP e na SIC, tendo, ocasionalmente, também participado em alguns sketches. Actualmente, tem estado retirado de actividades radiofónicas e televisivas.
É militante do Partido Comunista Português e voz anfitriã do "Palco 25 de Abril" da Festa do Avante!, sendo também apoiante da Coligação Democrática Unitária.
É pai de Teresa Mota, jornalista na TSF, e de Maria João Mota, e tem três netos. 